# Shimizu Hikaru
Shimizu Hikaru (sinh ngày 19 tháng 7 năm 1996) là một cầu thủ bóng đá người Nhật Bản.

## Sự nghiệp câu lạc bộ
Shimizu Hikaru hiện đang chơi cho Azul Claro Numazu.